# Trasporto ionico epiteliale
Gli epiteli secernenti fluidi sono utilizzati da alcuni organi dell'organismo per poter permettere in corretto filtraggio e riassorbimento di sostanze, mantenendo l'omeostasi dell'organo e dell'organismo stesso.

## Presenza e funzione
Questo epiteli sono presenti nei:
- tubuli renali
- ghiandole salivari
- tratto gastrointestinale
- nell'epitelio delle vie respiratorie

In tutti questi casi, le cellule epiteliali sono allineate a formare uno strato che separa il compartimento interno (perfuso dal sangue) dal compartimento esterno (costituito dal lume) in cui viene versata la secrezione. La secrezione di fluidi si basa su due distinti meccanismi che spesso coesistono nella stessa cellula e che possono funzionare interagendo tra di loro.

## Meccanismi
I due meccanismi sono dedicati rispettivamente al trasporto di {\displaystyle Na^{+}} e {\displaystyle Cl^{-}}:
- Nel caso del trasporto di {\displaystyle Na^{+}}, la secrezione si sviluppa perché {\displaystyle Na^{+}} entra passivamente da un lato della cellula e viene estruso attivamente per mezzo di una pompa dall'altro lato. Il flusso ionico viene seguito passivamente dall'acqua. Questo meccanismo di trasporto si basa principalmente su una classe di canali epiteliali del sodio altamente regolati (ENaC), che permettono l'ingresso di {\displaystyle Na^{+}}. Il principale ormone regolatore degli ENaC è l'aldosterone, un ormone prodotto dalla corteccia surrenale che aumenta il riassorbimento di {\displaystyle Na^{+}} da parte del rene. L'aldosterone, come gli altri ormoni steroidei, agisce regolando l'espressione genica e stimolando l'aumento dell'espressione di ENaC; questo porta all'aumento del riassorbimento di {\displaystyle Na^{+}} e del trasporto di fluidi.

- Il trasporto del cloro ricopre un ruolo particolarmente importante nelle vie aeree e nel tratto gastrointestinale. Nelle vie aeree è essenziale per la secrezione dei fluidi, mentre a livello del colon media il riassorbimento dei fluidi; questo diverso orientamento di direzione nel flusso dei fluidi è dovuto ad un arrangiamento diverso dei trasportatori e dei canali rispetto alla polarità delle cellule dei due apparati. La molecola chiave nel trasporto di {\displaystyle Cl^{-}} è il regolatore della conduttanza transmembrana della fibrosi cistica (CFTR). Sia il trasporto di {\displaystyle Na^{+}} sia quello di {\displaystyle Cl^{-}} sono regolati da messaggeri intracellulari, cioè da {\displaystyle Ca^{2+}} e da cAMP; quest'ultimo esercita i suoi effetti attivando delle protein chinasi e provocando di conseguenza la fosforilazione di canali e trasportatori. CFTR stesso viene attivato da cAMP. Anche l'attivazione dei recettori accoppiati a proteine G, che causano il rilascio di {\displaystyle Ca^{2+}}, promuove la secrezione, probabilmente per mezzo dell'attivazione di CFTR. Ci sono molti farmaci di uso terapeutico che influenzano la secrezione epiteliale mediante il blocco di recettori accoppiati a proteine.